# 15 Dywizja Kawalerii (Imperium Rosyjskie)
15 Dywizja Kawalerii (ros. 15-я кавалерийская дивизия) – dywizja kawalerii Armii Imperium Rosyjskiego.
Dywizja wchodziła w skład 15 Korpusu Armijnego, a jej sztab w 1914 mieścił się w Płocku.

## Dowódcy dywizji
- generał major baron Gieorgij Karłowicz Sztakelberg (3 XII 1897 – 31 V 1899)
- generał major Fiodor Abramow (12 IX 1915 – 21 XI 1916)

## Struktura organizacyjna
Organizacja w 1914
- Dowództwo 15 Dywizji Kawalerii w Płocku
- I Brygada Kawalerii w Płocku
  - 15 Perejasławski pułk dragonów w Płocku
  - 15 Tatarski pułk ułanów w Płocku
- II Brygada Kawalerii we Włocławku
  - 15 Ukraiński pułk huzarów we Włocławku
  - 3 Pułk Kozaków Uralskich we Włocławku
- 10 dywizjon artylerii konnej we Włocławku (22 bateria w Płocku)